# Mae Muller
Holly Mae Muller, född 26 augusti 1997 i London, är en brittisk sångare och låtskrivare.
Muller började skriva egen musik 2017 och upptäcktes genom Instagram. År 2018 släpptes hennes debut-EP After Hours och följande år kom debutalbumet Chapter 1. Hon följde sedan med Little Mix som förband på deras turné. Muller släppte singeln "Better Days" 2021 tillsammans med det svenska musikkollektivet Neiked(en) och den amerikanske rapparen Polo G.
Hon representerar Storbritannien i Eurovision Song Contest 2023 i Liverpool, med låten "I Wrote a Song".
Muller medverkade i musikvideon till Mikas låt "Grace Kelly" 2007.